# Saint-Sardos (Tarn-et-Garonne)
Pour les articles homonymes, voir Saint-Sardos.
Saint-Sardos [sɛ̃ saʁdɔs] est une commune française située dans le sud-ouest du département de Tarn-et-Garonne, en région Occitanie. Sur le plan historique et culturel, la commune est dans le pays de Rivière-Verdun, un petit pays d'élection de l'est de la Gascogne, à l'écart des grandes voies de communication, et s'étageant sur les terrasses de la rive gauche de la Garonne, entre la vallée de la Save et la Lomagne, et se prolongeant en Gascogne toulousaine.
Exposée à un climat océanique altéré, elle est drainée par le Lambon, le Tort, le ruisseau de Tessonne et par divers autres petits cours d'eau. La commune possède un patrimoine naturel remarquable composé de deux zones naturelles d'intérêt écologique, faunistique et floristique.
Saint-Sardos est une commune rurale qui compte 1 135 habitants en 2022, après avoir connu une forte hausse de la population depuis 1975.  Elle fait partie de l'aire d'attraction de Toulouse. Ses habitants sont appelés les Saint-Sardossiens ou  Saint-Sardossiennes.

## Géographie

### Localisation
Ancienne bastide située en Lomagne près de la limite du département de la Haute-Garonne, à 16 km à l'est de Beaumont-de-Lomagne et à 12 km à l'ouest de Verdun-sur-Garonne.

### Communes limitrophes
Saint-Sardos est limitrophe de neuf autres communes dont un quadripoint.
Les communes limitrophes sont  Belbèze-en-Lomagne, Bouillac, Bourret, Comberouger, Larrazet, Mas-Grenier, Montaïn, Verdun-sur-Garonne et Vigueron.
| Larrazet                                          | Montaïn      | Bourret            |
| Belbèze-en-Lomagne, Vigueron (par un quadripoint) | Saint-Sardos | Mas-Grenier        |
| Comberouger                                       | Bouillac     | Verdun-sur-Garonne |

### Géologie et relief
La superficie de la commune est de 2 656 hectares ; son altitude varie de 99  à   212 mètres.

### Hydrographie

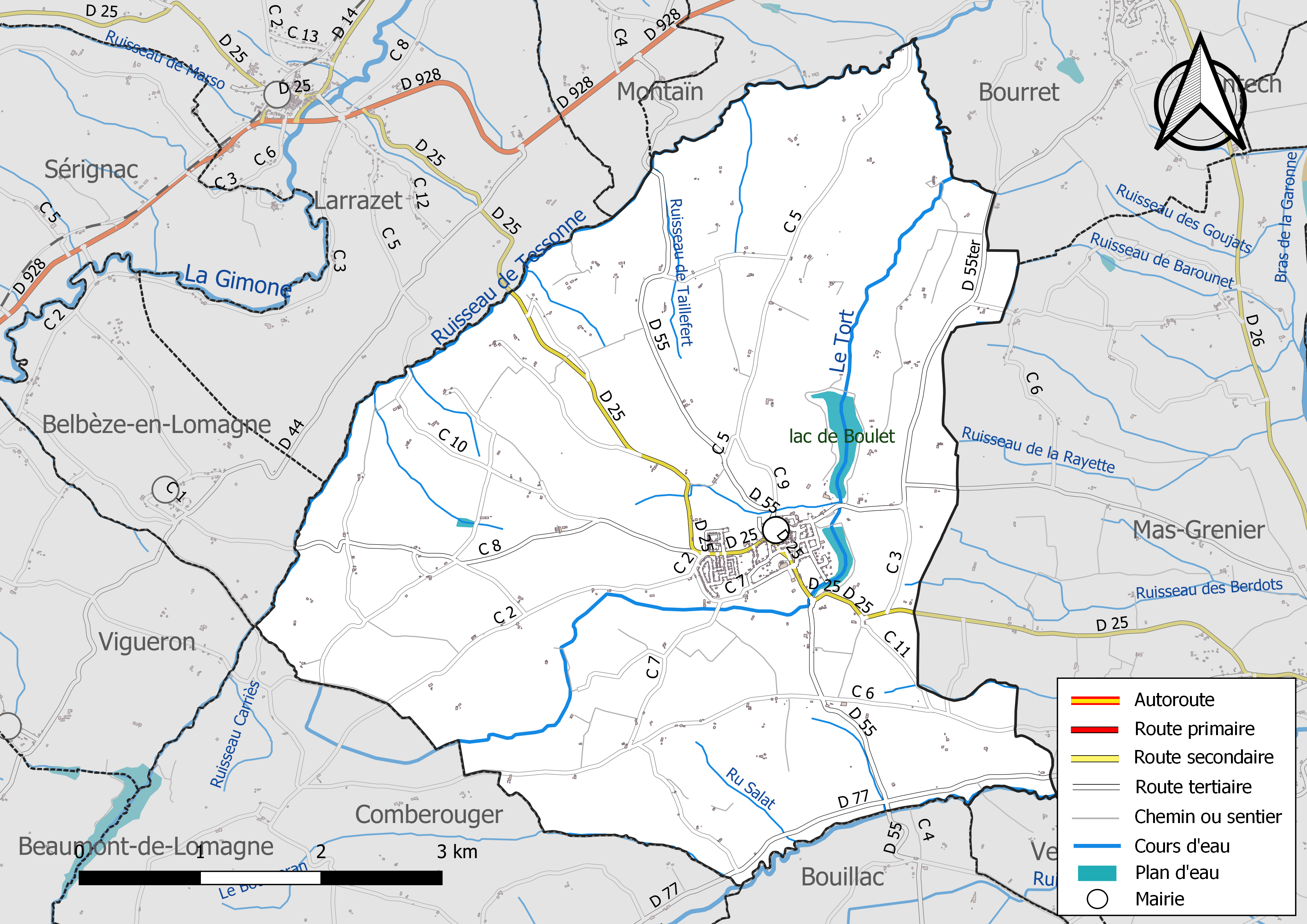
Réseaux hydrographique et routier de Saint-Sardos.

La commune est dans le bassin versant de la Garonne, au sein du bassin hydrographique Adour-Garonne. Elle est drainée par le Lambon, le Tort, le ruisseau de Tessonne, le Bousseran, le ruisseau de Barounet, le ruisseau des Berdots, le ruisseau de Taillefert, Ru Salat et par divers petits cours d'eau, constituant un réseau hydrographique de 29 km de longueur totale,.
Le Lambon, d'une longueur totale de 25,8 km, prend sa source dans la commune de Brignemont et s'écoule du sud-ouest vers le nord-ouest. Il traverse la commune et se jette dans la Garonne à Mas-Grenier, après avoir traversé 9 communes.
Le Tort, d'une longueur totale de 11,1 km, prend sa source dans la commune de Comberouger et s'écoule d'est en ouest. Il traverse la commune et se jette dans le ruisseau de Tessonne à Bourret, après avoir traversé 3 communes.
Le ruisseau de Tessonne, d'une longueur totale de 21,8 km, prend sa source dans la commune de Faudoas et s'écoule du sud-ouest vers le nord-ouest. Il traverse la commune et se jette dans la Garonne à Bourret, après avoir traversé 10 communes.

### Climat
Pour des articles plus généraux, voir Climat de l'Occitanie et Climat de Tarn-et-Garonne.
En 2010, le climat de la commune est de type climat du Bassin du Sud-Ouest, selon une étude du Centre national de la recherche scientifique s'appuyant sur une série de données couvrant la période 1971-2000. En 2020, Météo-France publie une typologie des climats de la France métropolitaine dans laquelle la commune est exposée à un climat océanique altéré et est dans la région climatique Aquitaine, Gascogne, caractérisée par une pluviométrie abondante au printemps, modérée en automne, un faible ensoleillement au printemps, un été chaud (19,5 °C), des vents faibles, des brouillards fréquents en automne et en hiver et des orages fréquents en été (15 à 20 jours).
Pour la période 1971-2000, la température annuelle moyenne est de 13,3 °C, avec une amplitude thermique annuelle de 16,1 °C. Le cumul annuel moyen de précipitations est de 728 mm, avec 10 jours de précipitations en janvier et 5,5 jours en juillet. Pour la période 1991-2020, la température moyenne annuelle observée sur la station météorologique de Météo-France la plus proche, « Savenès_man », sur la commune de Savenès à 9 km à vol d'oiseau, est de 13,3 °C et le cumul annuel moyen de précipitations est de 705,4 mm. 
La température maximale relevée sur cette station est de 41 °C, atteinte le 27 juin 2019 ; la température minimale est de −14,5 °C, atteinte le 9 février 2012,,.
Les paramètres climatiques de la commune ont été estimés pour le milieu du siècle (2041-2070) selon différents scénarios d'émission de gaz à effet de serre à partir des nouvelles projections climatiques de référence DRIAS-2020. Ils sont consultables sur un site dédié publié par Météo-France en novembre 2022.

### Milieux naturels et biodiversité

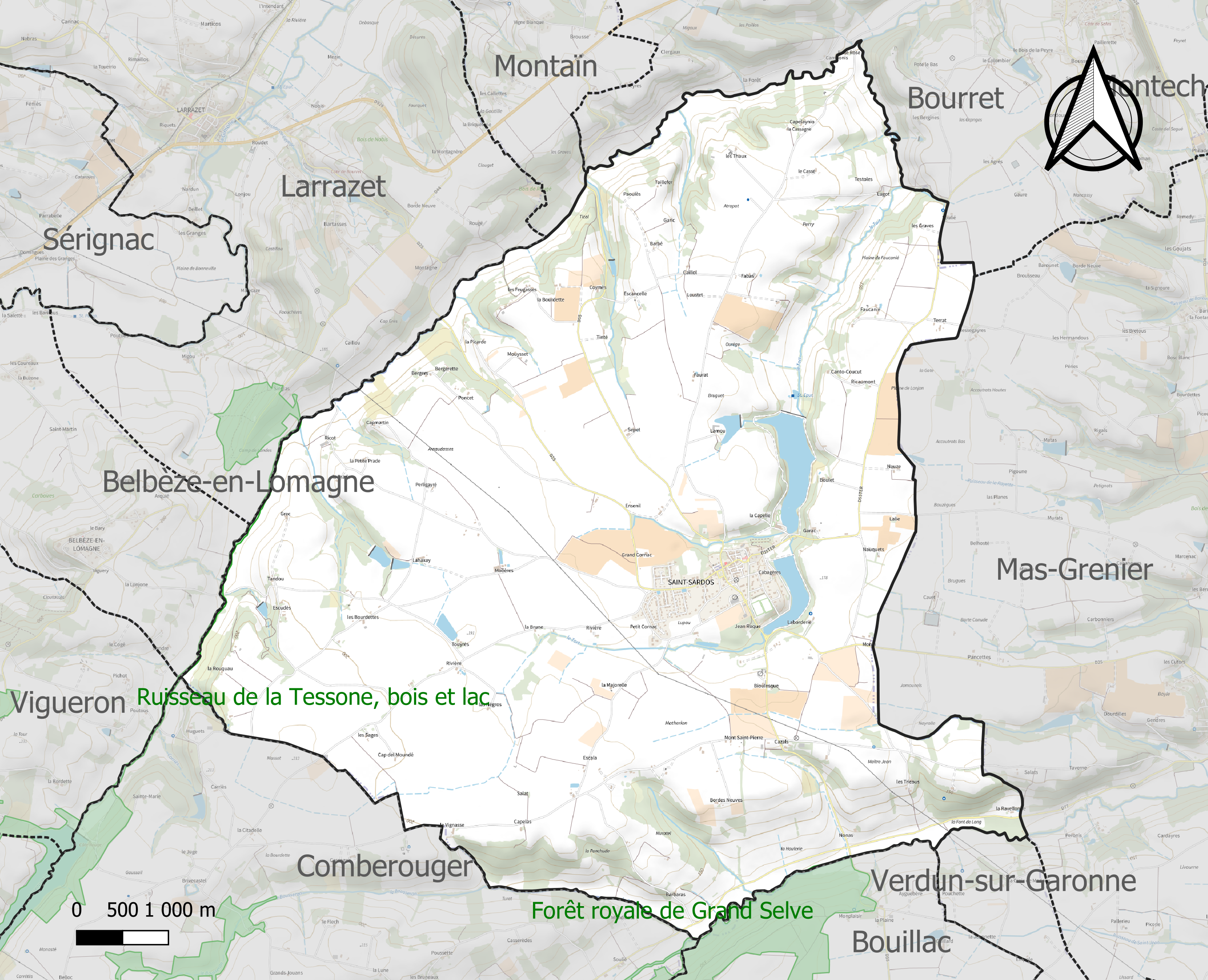
Carte des ZNIEFF de type 1 localisées sur la commune.

L’inventaire des zones naturelles d'intérêt écologique, faunistique et floristique (ZNIEFF) a pour objectif de réaliser une couverture des zones les plus intéressantes sur le plan écologique, essentiellement dans la perspective d’améliorer la connaissance du patrimoine naturel national et de fournir aux différents décideurs un outil d’aide à la prise en compte de l’environnement dans l’aménagement du territoire.
Deux ZNIEFF de type 1 sont recensées sur la commune :
la « forêt royale de Grand Selve » (124 ha), couvrant 3 communes du département, et 
le « ruisseau de la Tessone, bois et lac » (135 ha), couvrant 6 communes du département.

## Urbanisme

### Typologie
Au 1er janvier 2024, Saint-Sardos est catégorisée commune rurale à habitat dispersé, selon la nouvelle grille communale de densité à sept niveaux définie par l'Insee en 2022.
Elle est située hors unité urbaine. Par ailleurs la commune fait partie de l'aire d'attraction de Toulouse, dont elle est une commune de la couronne,. Cette aire, qui regroupe 527 communes, est catégorisée dans les aires de 700 000 habitants ou plus (hors Paris),.

### Occupation des sols
L'occupation des sols de la commune, telle qu'elle ressort de la base de données européenne d’occupation biophysique des sols Corine Land Cover (CLC), est marquée par l'importance des territoires agricoles (92,2 % en 2018), en diminution par rapport à 1990 (94,3 %). La répartition détaillée en 2018 est la suivante : 
terres arables (74,7 %), zones agricoles hétérogènes (12,2 %), prairies (5,3 %), forêts (4,5 %), zones urbanisées (2,1 %), eaux continentales (1,2 %). L'évolution de l’occupation des sols de la commune et de ses infrastructures peut être observée sur les différentes représentations cartographiques du territoire : la carte de Cassini (XVIIIe siècle), la carte d'état-major (1820-1866) et les cartes ou photos aériennes de l'IGN pour la période actuelle (1950 à aujourd'hui).

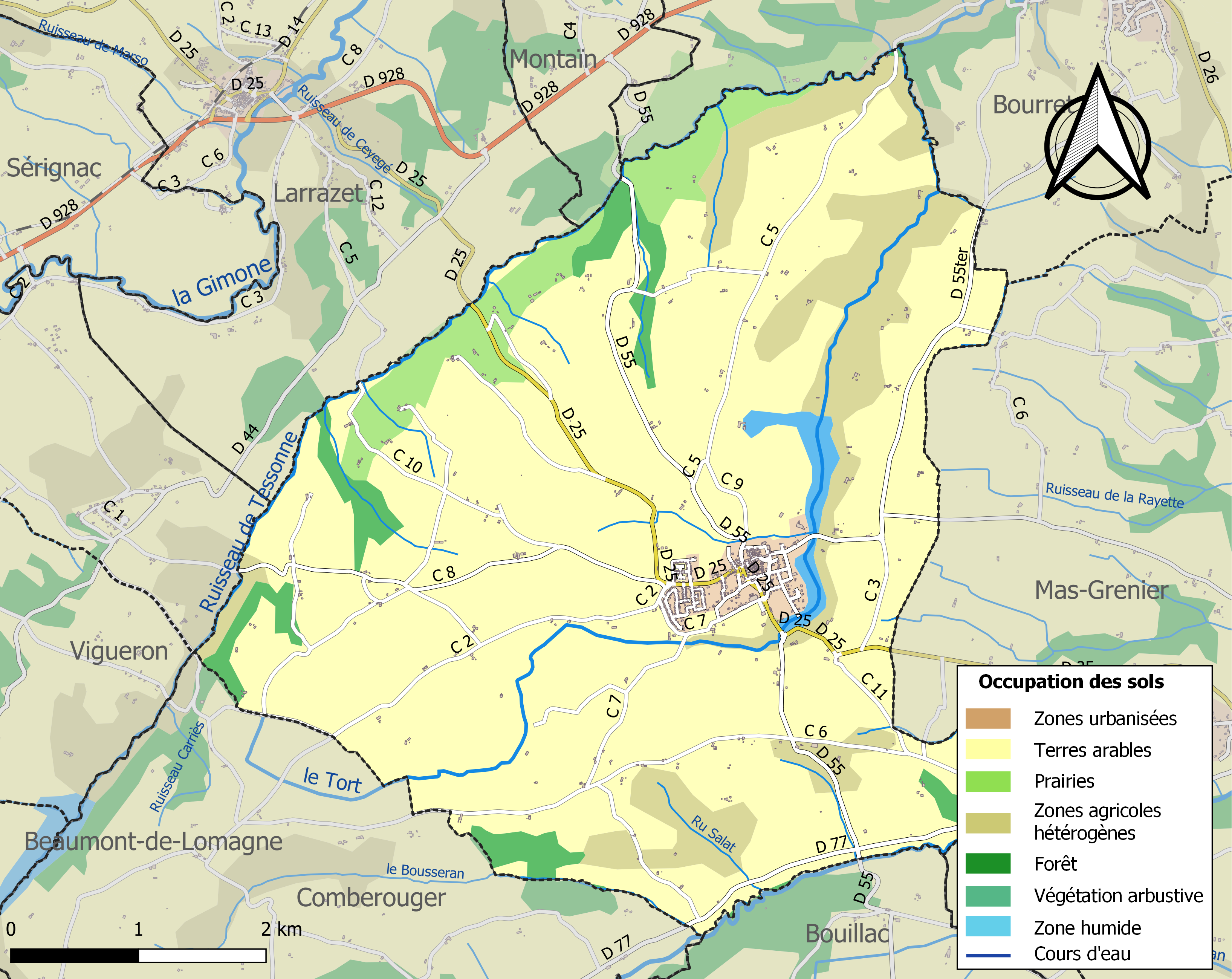
Carte des infrastructures et de l'occupation des sols de la commune en 2018 (CLC).

### Voies de communication et transports
Accès avec les routes départementales D 25 et D 55.
La ligne 849 du réseau liO relie la commune à la gare de Dieupentale, en correspondance avec des TER Occitanie vers Toulouse ou Montauban.

### Risques majeurs
Le territoire de la commune de Saint-Sardos est vulnérable à différents aléas naturels : météorologiques (tempête, orage, neige, grand froid, canicule ou sécheresse), inondations, mouvements de terrains et séisme (sismicité très faible). Il est également exposé à un risque technologique,  le transport de matières dangereuses. Un site publié par le BRGM permet d'évaluer simplement et rapidement les risques d'un bien localisé soit par son adresse soit par le numéro de sa parcelle.

#### Risques naturels
Certaines parties du territoire communal sont susceptibles d’être affectées par le risque d’inondation par débordement de cours d'eau, notamment le Lambon, le ruisseau de Tessonne et le Tort. La cartographie des zones inondables en ex-Midi-Pyrénées réalisée dans le cadre du XIe Contrat de plan État-région, visant à informer les citoyens et les décideurs sur le risque d’inondation, est accessible sur le site de la DREAL Occitanie. La commune a été reconnue en état de catastrophe naturelle au titre des dommages causés par les inondations et coulées de boue survenues en 1982, 1996, 1999, 2006 et 2015,.
Saint-Sardos est exposée au risque de feu de forêt. Le département de Tarn-et-Garonne présentant toutefois globalement un niveau d’aléa moyen à faible très localisé, aucun Plan départemental de protection des forêts contre les risques d’incendie de forêt (PFCIF) n'a été élaboré. Le débroussaillement aux abords des maisons constitue l’une des meilleures protections pour les particuliers contre le feu,.

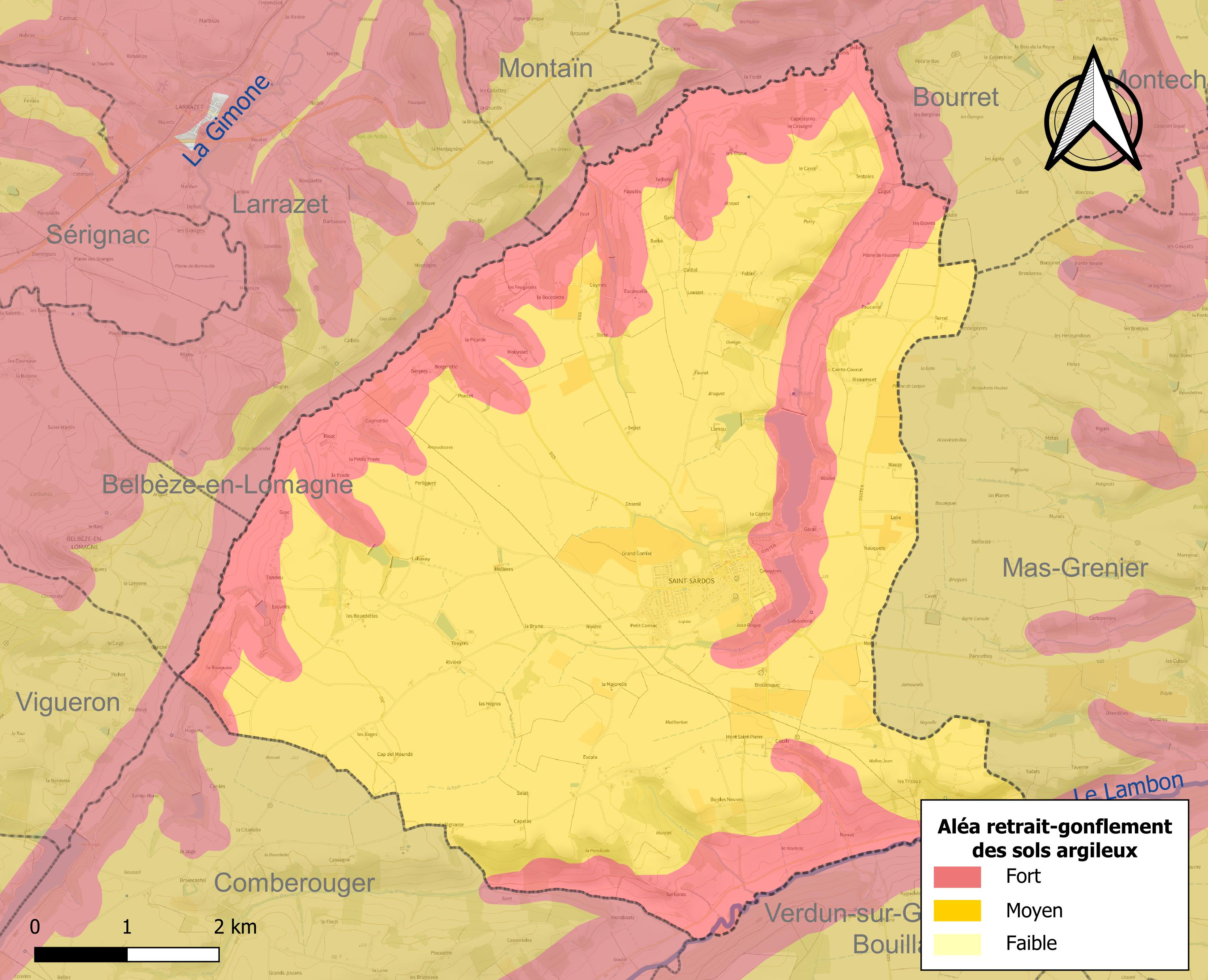
Carte des zones d'aléa retrait-gonflement des sols argileux de Saint-Sardos.

Les mouvements de terrains susceptibles de se produire sur la commune sont des tassements différentiels.
Le retrait-gonflement des sols argileux est susceptible d'engendrer des dommages importants aux bâtiments en cas d’alternance de périodes de sécheresse et de pluie. La totalité de la commune est en aléa moyen ou fort (92 % au niveau départemental et 48,5 % au niveau national). Sur les 476 bâtiments dénombrés sur la commune en 2019, 476 sont en aléa moyen ou fort, soit 100 %, à comparer aux 96 % au niveau départemental et 54 % au niveau national. Une cartographie de l'exposition du territoire national au retrait gonflement des sols argileux est disponible sur le site du BRGM,.
Par ailleurs, afin de mieux appréhender le risque d’affaissement de terrain, l'inventaire national des cavités souterraines permet de localiser celles situées sur la commune.
Concernant les mouvements de terrains, la commune a été reconnue en état de catastrophe naturelle au titre des dommages causés par la sécheresse en 1989, 1991, 1998, 2002, 2003 et 2011 et par des mouvements de terrain en 1999.

#### Risques technologiques
Le risque de transport de matières dangereuses dans la commune est lié à sa traversée par des infrastructures routières ou ferroviaires importantes ou la présence d'une canalisation de transport d'hydrocarbures. Un accident se produisant sur de telles infrastructures est susceptible d’avoir des effets graves sur les biens, les personnes ou l'environnement, selon la nature du matériau transporté. Des dispositions d’urbanisme peuvent être préconisées en conséquence.

## Toponymie
Saint-Sardos étant en Lomagne, pays gascon, la plupart des lieux-dits y sont explicables par le gascon (un gascon peu typé, sous influence languedocienne), par exemple la Houlerie, la Rouquau, le Casse, Pastenc, la Cassagne, Las Bourdetos, Miqueou, Sabatté...

## Histoire
Saint-Sardos est une cité dont l’existence remonte au XIIe siècle, en raison de la construction de l'église faite en l'honneur de Saint Sacerdos, évêque de Limoges, par les moines bénédictins de l'abbaye de Sarlat qui l'ont eu comme patron.
Ils en firent d'abord un prieuré simple et le prieur était seigneur du lieu avec des droits plus étendus que ceux qui résultaient des abbayes de Grandselve et du Mas-Grenier. C'est le fait du patronage découlant du titre de la fondation en date du 27 octobre 1122 entériné par l'archevêque de Toulouse.
La communauté de Saint-Sardos n'avait, fin du XVIIIe siècle, qu'un seigneur, l'abbé de Grand-Selve, selon des mentions trouvées en 1770 et 1789.
L'église de Saint-Sardos
L'église romane primitive était bâtie en briques épaisses du type cistercien et comprenait les trois travées de la nef actuelle; elle fut prolongée au XIVe siècle par la construction du chœur et le contemporain est sûrement un chapelain mort en 1333 selon une inscription en lettres onciales sur la façade qui évoque son souvenir; quant au clocher, il a été construit au XIIIe siècle et classé en 1921 au titre des monuments historiques.
Après les Guerres de Religion qui la ruinèrent en 1561, une restauration intervint mais c'est surtout en 1901 que l'église a été reconstruite sur les bases anciennes avec surélévation des murs pour recevoir une voûte gothique.
Seul est resté dans son aspect primitif le clocher du XIIIe siècle (classé); s'agissant d'un clocher-mur fortifié dont la base se termine par une galerie en encorbellement, il comporte cinq baies tandis que le pignon s'encadre de deux tourelles coiffées en poivrière.
Le mobilier ancien comprend un buste reliquaire de Saint Sardos en bois doré et une statue d'évêque en terre cuite.
La maison Renaissance
Non loin de l'église et de la place centrale très spacieuse ou se tenaient, avant 1950, des foires importantes, se remarque, dans le village, une maison seigneuriale de la première moitié du XVIIe siècle avec, à l'intérieur, un escalier de bois à double révolution et un trumeau du début du XIXe siècle. Cette maison appartenait à la famille Lasserre jusqu'à la révolution et se distingue par sa couleur de brique rouge.
Des vestiges disparus par le temps
- Un étang était situé devant l'école qui est devenu la place du monument aux morts (place Marius Granié). Il n'existait pas de clôture entre la cour de l'école et la pièce d'eau. Les enfants étaient en récréation et ne cherchaient pas à s'approcher de l'eau; des laveuses lavaient leur linge.
- La halle située sur la place centrale était un édifice à trois travées dont la toiture à quatre pans. Elle était soutenue par des piliers en brique. Elle a cédé sa place dans les années 1950 au foyer rural (lieu de manifestations du village).
- Un porche à arcades subsistait encore jusqu'au milieu du XXe siècle contre le clocher-mur de l'église. Celui-ci en béton armé qui n'était pas en harmonie avec la façade du clocher a été démoli.
- Les anciens moulins, bien placés sur la hauteur en direction de Bouillac. Ils révélaient une certaine activité agricole : la culture de céréales. Tous deux menacés par le temps ont aujourd'hui disparu.

## Politique et administration

### Administration municipale
Le nombre d'habitants au recensement de 2011 étant compris entre 500 et 1 499 habitants, le nombre de membres du conseil municipal pour l'élection de 2014 est de quinze,.

### Rattachements administratifs et électoraux
La commune fait partie de la deuxième circonscription de Tarn-et-Garonne de la communauté de communes Grand Sud Tarn-et-Garonne et du canton de Verdun-sur-Garonne. Avant le 1er janvier 2017 elle faisait partie de la communauté de communes Garonne et Gascogne.

### Tendances politiques et résultats
Élections municipales de 2014
Élections municipales de 2020

### Liste des maires
| Période                                  | Période  | Identité               | Étiquette | Qualité                      |
| ---------------------------------------- | -------- | ---------------------- | --------- | ---------------------------- |
| 1808                                     | 1821     | Emmanuel Lasserre      |           |                              |
| 1821                                     | 1826     | François Anthony       |           |                              |
| 1826                                     | 1843     | Jean-Bernard Lafitte   |           |                              |
| 1843                                     | 1848     | Auguste Joachim Lonjon |           |                              |
| 1848                                     | 1848     | Jean Garac             |           |                              |
| 1848                                     | 1852     | Jean Barrie            |           |                              |
| 1852                                     | 1857     | Alphonse Lasserre      |           |                              |
| 1857                                     | 1865     | Jean-Baptiste Anglade  |           |                              |
| 1865                                     | 1870     | Jean Lavergne          |           |                              |
| 1870                                     | 1874     | Adolphe de Lonjon      |           |                              |
| 1874                                     | 1892     | Pierre Salut           |           |                              |
| 1892                                     | 1892     | Jean Bauzely           |           |                              |
| 1892                                     | 1919     | Adon Granié            |           |                              |
| 1919                                     | 1929     | Eloi Moncouet          |           |                              |
| 1929                                     | 1945     | Mathieu Vignolles      |           |                              |
| 1945                                     | 1947     | Norbert Moncouet       |           |                              |
| 1947                                     | 1948     | Pierre Granié          |           |                              |
| 1948                                     | 1970     | Marius Granié          |           | Conseiller général           |
| 1970                                     | 1971     | Pierre Granié          |           |                              |
| 1971                                     | 2001     | Jean Roger             | PRG       | Conseiller général, sénateur |
| 2001                                     | En cours | Gérard Fénié           |           |                              |
| Les données manquantes sont à compléter. |          |                        |           |                              |

## Population et société

### Démographie
L'évolution du nombre d'habitants est connue à travers les recensements de la population effectués dans la commune depuis 1793. Pour les communes de moins de 10 000 habitants, une enquête de recensement portant sur toute la population est réalisée tous les cinq ans, les populations de référence des années intermédiaires étant quant à elles estimées par interpolation ou extrapolation. Pour la commune, le premier recensement exhaustif entrant dans le cadre du nouveau dispositif a été réalisé en 2007.

En 2022, la commune comptait 1 135 habitants, en évolution de +1,25 % par rapport à 2016 (Tarn-et-Garonne : +3,12 %, France hors Mayotte : +2,11 %).
| 1793 | 1800 | 1806 | 1821  | 1831  | 1836  | 1841  | 1846  | 1851  |
| ---- | ---- | ---- | ----- | ----- | ----- | ----- | ----- | ----- |
| 776  | 861  | 982  | 1 209 | 1 202 | 1 202 | 1 156 | 1 158 | 1 167 |

| 1856  | 1861  | 1866  | 1872  | 1876 | 1881 | 1886 | 1891 | 1896 |
| ----- | ----- | ----- | ----- | ---- | ---- | ---- | ---- | ---- |
| 1 184 | 1 159 | 1 130 | 1 084 | 990  | 911  | 880  | 866  | 831  |

| 1901 | 1906 | 1911 | 1921 | 1926 | 1931 | 1936 | 1946 | 1954 |
| ---- | ---- | ---- | ---- | ---- | ---- | ---- | ---- | ---- |
| 828  | 800  | 832  | 720  | 741  | 717  | 722  | 739  | 690  |

| 1962 | 1968 | 1975 | 1982 | 1990 | 1999 | 2006 | 2007 | 2012 |
| ---- | ---- | ---- | ---- | ---- | ---- | ---- | ---- | ---- |
| 681  | 576  | 535  | 558  | 563  | 555  | 629  | 639  | 920  |

| 2017  | 2022  | - | - | - | - | - | - | - |
| ----- | ----- | - | - | - | - | - | - | - |
| 1 143 | 1 135 | - | - | - | - | - | - | - |

### Enseignement
Saint-Sardos fait partie de l'académie de Toulouse.
La commune possède un groupe scolaire.

### Culture et événements
- La fête locale (les premiers week-ends de mai) : bal disco, concours de pêche, concours de pétanque, retraite aux flambeaux, grand feu d'artifice, bal musette et attractions pour petits et grands.
- La fête du vin et du terroir (les premiers week-ends d'août) : visite de la cave coopérative, dégustation-vente, animations pour les enfants, marchés gourmands, vide-grenier, espace art artisanat, olympiades du bouchon et concours de pétanque.
- Tout le long de l'année, de nombreux lotos ainsi que des vides greniers y sont organisés à la salle des fêtes.

### Activités sportives
- Les Francs-Tireurs, le club de football du village, qui ont vu le jour en 1912.
- La Saint-Sardossienne, le club de pétanque, qui rassemble tous les jours un grand nombre de joueurs sous les platanes du boulodrome à proximité de l'église.
- L'académie de billard, le Gréki, fondée en 2010.
- Des circuits de randonnées, le PR11 : Le chemin des lacs et le PR12 : Entre vins et vignobles.

## Économie

### Revenus
En 2018, la commune compte 464 ménages fiscaux, regroupant 1 148 personnes. La médiane du revenu disponible par unité de consommation est de 19 580 € (20 140 € dans le département).

### Emploi
|                | 2008  | 2013   | 2018   |
| -------------- | ----- | ------ | ------ |
| Commune        | 7,8 % | 9,9 %  | 14 %   |
| Département    | 8,4 % | 10,2 % | 10,3 % |
| France entière | 8,3 % | 10 %   | 10 %   |

En 2018, la population âgée de 15 à 64 ans s'élève à 706 personnes, parmi lesquelles on compte 78,2 % d'actifs (64,2 % ayant un emploi et 14 % de chômeurs) et 21,8 % d'inactifs,. En  2018, le taux de chômage communal (au sens du recensement) des 15-64 ans est supérieur à celui du département et de la France, alors qu'en 2008 la situation était inverse.
La commune fait partie de la couronne de l'aire d'attraction de Toulouse, du fait qu'au moins 15 % des actifs travaillent dans le pôle,. Elle compte 110 emplois en 2018, contre 118 en 2013 et 131 en 2008. Le nombre d'actifs ayant un emploi résidant dans la commune est de 456, soit un indicateur de concentration d'emploi de 24,1 % et un taux d'activité parmi les 15 ans ou plus de 63,7 %.
Sur ces 456 actifs de 15 ans ou plus ayant un emploi, 76 travaillent dans la commune, soit 17 % des habitants. Pour se rendre au travail, 91,8 % des habitants utilisent un véhicule personnel ou de fonction à quatre roues, 1,5 % les transports en commun, 2,2 % s'y rendent en deux-roues, à vélo ou à pied et 4,4 % n'ont pas besoin de transport (travail au domicile).

### Activités hors agriculture
54 établissements sont implantés  à Saint-Sardos au 31 décembre 2019. Le tableau ci-dessous en détaille le nombre par secteur d'activité et compare les ratios avec ceux du département,.
| Secteur d'activité                                                                                        | Commune | Commune | Département |
| Secteur d'activité                                                                                        | Nombre  | %       | %           |
| --- | ------- | ------- | ----------- |
| Ensemble                                                                                                  | 54      |         |             |
| Industrie manufacturière, industries extractives et autres                                                | 3       | 5,6 %   | (9,6 %)     |
| Construction                                                                                              | 11      | 20,4 %  | (14,9 %)    |
| Commerce de gros et de détail, transports, hébergement et restauration                                    | 18      | 33,3 %  | (29,7 %)    |
| Activités immobilières                                                                                    | 2       | 3,7 %   | (3,3 %)     |
| Activités spécialisées, scientifiques et techniques et activités de services administratifs et de soutien | 7       | 13 %    | (14,1 %)    |
| Administration publique, enseignement, santé humaine et action sociale                                    | 5       | 9,3 %   | (13,6 %)    |
| Autres activités de services                                                                              | 8       | 14,8 %  | (9,3 %)     |

Le secteur du commerce de gros et de détail, des transports, de l'hébergement et de la restauration est prépondérant sur la commune puisqu'il représente 33,3 % du nombre total d'établissements de la commune (18 sur les 54 entreprises implantées  à Saint-Sardos), contre 29,7 % au niveau départemental.

### Agriculture
La commune est dans les « Vallées et Terrasses », une petite région agricole occupant le centre et une bande d'est en ouest  du département de Tarn-et-Garonne. En 2020, l'orientation technico-économique de l'agriculture  sur la commune est la polyculture et/ou le polyélevage. 
|               | 1988  | 2000  | 2010  | 2020  |
| ------------- | ----- | ----- | ----- | ----- |
| Exploitations | 63    | 48    | 33    | 29    |
| SAU (ha)      | 1 893 | 1 991 | 1 579 | 1 628 |

Le nombre d'exploitations agricoles en activité et ayant leur siège dans la commune est passé de 63 lors du recensement agricole de 1988  à 48 en 2000 puis à 33 en 2010 et enfin à 29 en 2020, soit une baisse de 54 % en 32 ans. Le même mouvement est observé à l'échelle du département qui a perdu pendant cette période 57 % de ses exploitations,. La surface agricole utilisée sur la commune a également diminué, passant de 1 893 ha en 1988 à 1 628 ha en 2020. Parallèlement la surface agricole utilisée moyenne par exploitation a augmenté, passant de 30 à 56 ha.

## Culture locale et patrimoine

### Lieux et monuments
- L'église Saint-Sardos de Saint-Sardos. Le clocher (à l'exclusion du porche moderne adossé à la façade du 14e siècle) a été classé au titre des monuments historiques en 1921[40]. Saint Sacerdos (ou Sardos) était évêque de Limoges au VIIIe siècle[41].
- La maison Lasserre (maison Renaissance privée) inscrite à l'inventaire des monuments historiques.
- L'ancien moulin à proximité du groupe scolaire.
- La maison Anglade et son jardin de Sylvie qui regroupe une multitude de rosiers.
- Le château de Mandeville, situé à l'entrée du village, en arrivant de Bouillac et de Comberouger. Un corps central est encadré par deux tours carrées à étage dont le dernier, sans ouverture, se termine par des créneaux.
- La fontaine de Coymès, en direction de Montaïn, nichée au pied d'un bois, au bord d'un chemin communal, cette jolie fontaine avait la réputation d'offrir une eau aux vertus magiques pour les douleurs.
- Les lacs de Combe-Cave et Boulet ainsi que la Base de loisirs de Saint-Sardos.
- La cave coopérative de Saint-Sardos créée en 1956 et qui bénéficie aujourd'hui du titre : AOC Saint-Sardos.

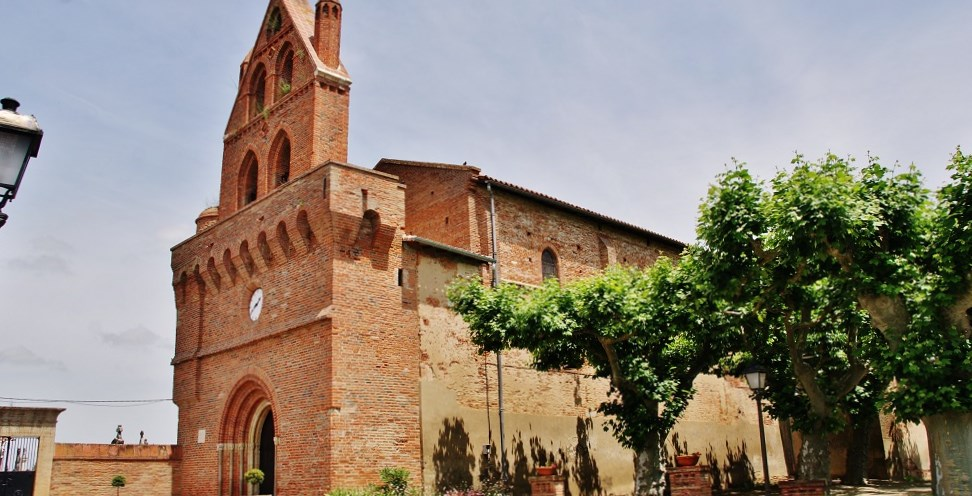
L'église de Saint-Sardos.
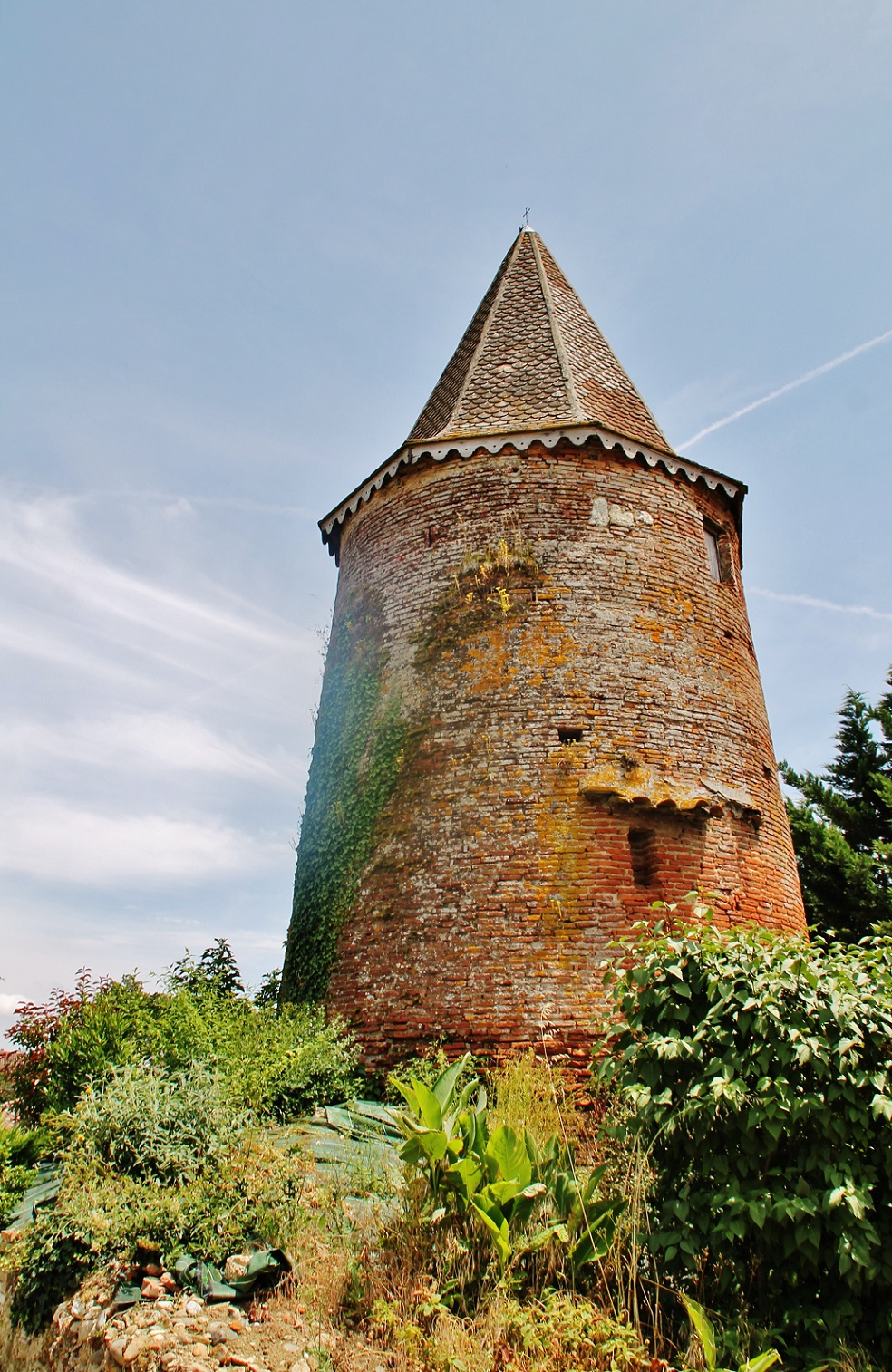
Le vieux moulin.
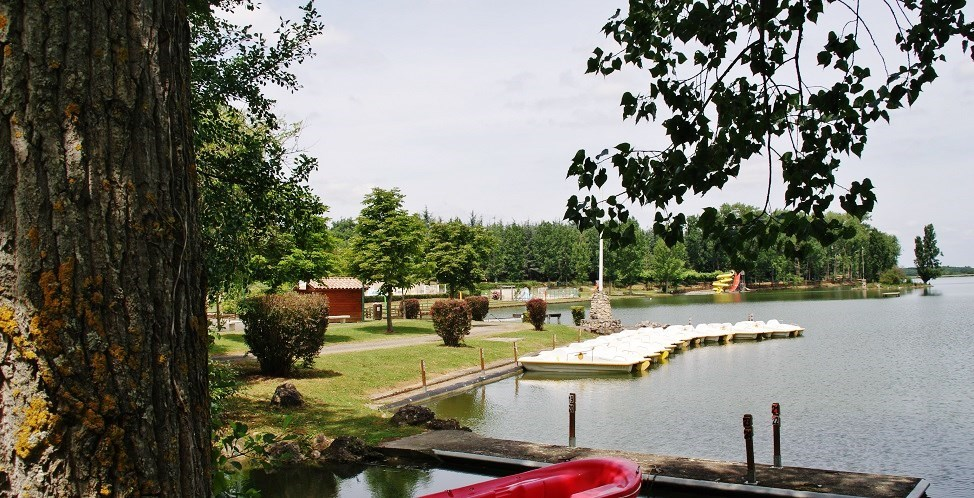
La base de loisirs.

## Pour approfondir